# Ndendé
Pour les articles homonymes, voir Ndende.

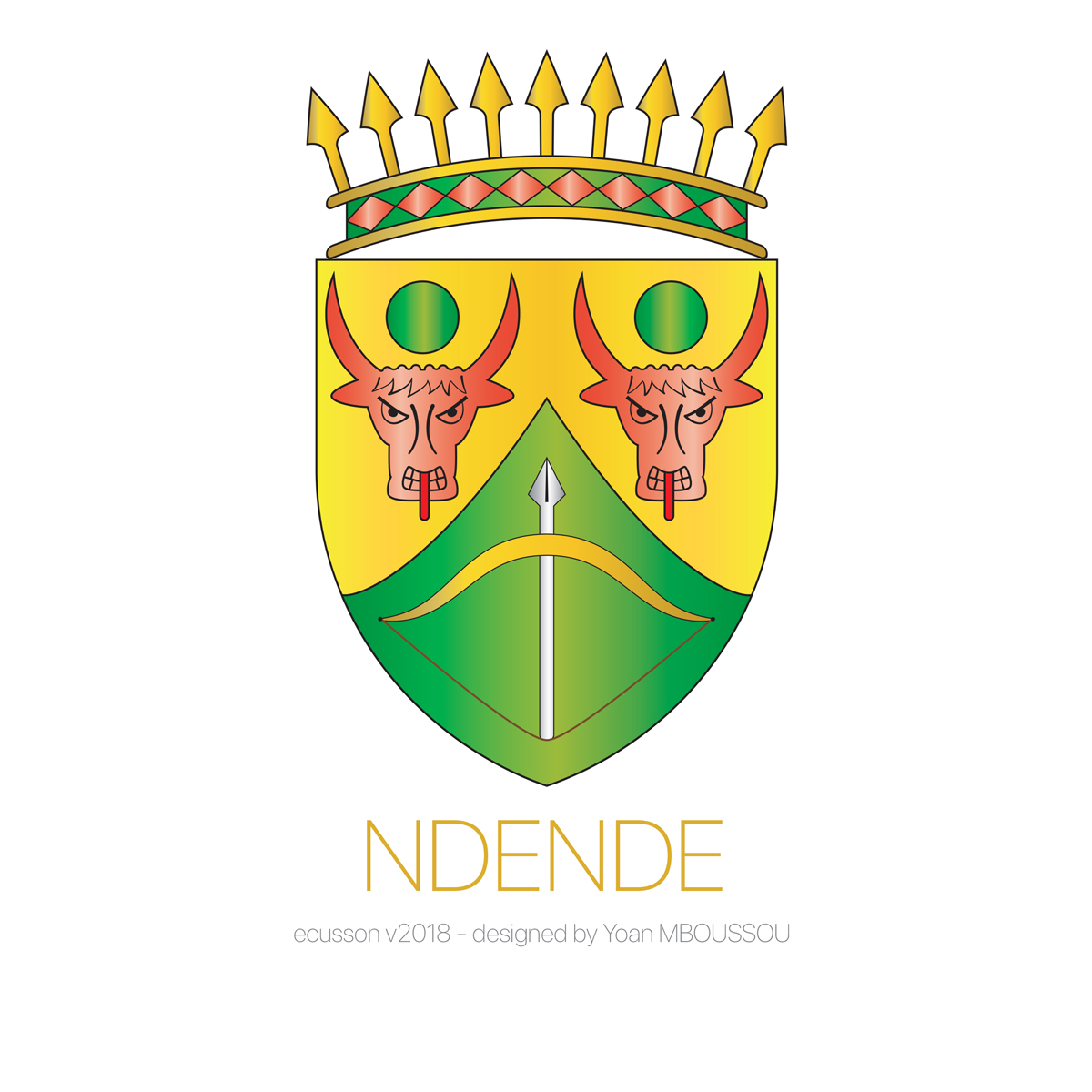
Ecusson de la ville de Ndende

Ndendé est une localité de 6 300 habitants, chef-lieu du département de la Dola (province de la Ngounié) au sud du Gabon à 549 kilomètres de Libreville. C'est la dernière ville gabonaise sur la route nationale 1 avant d'arriver à la frontière de la République du Congo.
Ndendé a été érigé en commune de plein exercice en 1996, à la faveur de la loi 15/96 sur la décentralisation. Son premier maire fut Pierre Mamboundou, opposant et leader de l'Union du peuple gabonais.

## Histoire
Des recherches effectuées en 1987, avec la collaboration du Dr Jean Chavaillon, ont donné des résultats qui permettent de faire remonter les plus anciennes occupations à Ndendé aux alentours de 400 000 ans, précisément sur le site du Lac noir.
La présence des colons français à Ndendé remonte à 1913, cette année la localité a été érigée en Poste de contrôle administratif (PCA) et dirigé par Bernard Lacombe, commandant d’un détachement militaire français. Il fut ainsi le premier administrateur de cette localité.
C'est seulement en 1960 que Ndendé deviendra un district dont Martial Olélé sera le premier sous-préfet, c'est lui qui présidera la célébration de l’indépendance du Gabon à Ndendé en août 1960. De 1960 à 1976, la localité aura eu à sa tête 18 sous-préfets.
En 1976, Ndendé devient une préfecture, elle est alors administrée par Jean-Joseph Nzamba Nzamba, son premier préfet. De 1976 à 2010 une dizaine de préfet a administré la localité.

## Géographie

### Physique géologique
La ville, chef-lieu du département de la Dola est située à 75 km de Mouila et à 48 km du Congo, sa limite sud. Elle est située dans une zone de savane vallonnée arrosée par la Dola, qui donne son nom au département, et cernée par le massif du Chaillu et les monts Mayombe.
Ndendé présente  des potentialités touristiques avec une forte présence des lacs et de nombreuses grottes situées dans les villages du département. C'est le cas de la grotte Tsona dont les strates d'origine mystérieuses sont en réalité des « bancs de stromatolithes », tout à fait exceptionnels au niveau mondial. Un article dans la revue Karstologia a d'ailleurs été consacré aux Grottes à Stromatolithes du Gabon, un patrimoine paléontologique exceptionnel. Bernard Peyrot, spécialiste des grottes et des études scientifiques qui s'y rattachent, a publié le plan de cette grotte ainsi qu'une étude complète de sa faune,.

### Population
Ndendé compte 6 200 habitants appartenant à deux ethnies principales notamment les Punu et les Nzebi. Toutefois la ville accueille d'autres composantes ethniques et d'autres nationalités.

### Économie
La ville fonctionne avec plusieurs administrations dont la Documentation, la Gendarmerie, la Poste, le Trésor, la Santé, l’Éducation, l’Agriculture, le service Social, les Eaux et Forêt, les Travaux publics, la (SEEG), les collectivités locales ainsi que quelques opérateurs économiques.

## Politique
Depuis son érection en commune de plein exercice, la ville de Ndendé a toujours été dirigée par l'Union du peuple gabonais (UPG) qui y remporte toutes les élections constituant ainsi un bastion électoral pour ce parti d'opposition gabonaise. C'est le cas de son maire actuel le docteur Dieudonné Ibiatsi et de son député Pierre Mamboundou (décédé en octobre 2011).
C'est sous le magistère de Pierre Mamboundou que s'est effectué à Ndendé l'électrification de la ville, l'érection de plusieurs bornes fontaines, la construction de l'hôtel de ville, l'instauration d'une taxe de traversée de la ville grâce à laquelle fut triplé le budget de la localité et le jumelage avec la ville de Lambaréné signé avec le maire, Berthe Mbene Mayer. Pierre Mamboundou est également à l'origine de la construction de la base pédagogique, de la perception du trésor public et du deuxième hôpital moderne de la ville. Il a réalisé le tracé d'une rocade qui, à terme, doit permettre de relier Ndendé aux autres villes du sud du Gabon.
En août 2006, il présente un projet de développement global de la municipalité au Président Omar Bongo, qui l'approuve ; il obtient une promesse de financement de 11,32 milliards de F CFA (XAF). Cependant, son parti déclarera que le ministère de l'Économie et des Finances n'a débloqué que 1,9 milliard de F CFA aux entreprises adjudicatrices des marchés. La même année, il lance le projet radio télévision de la Dola devant couvrir le département de la Dola.
Le conseil municipal de la ville compte 15 membres élus pour un mandat de 5 ans au suffrage universel direct.

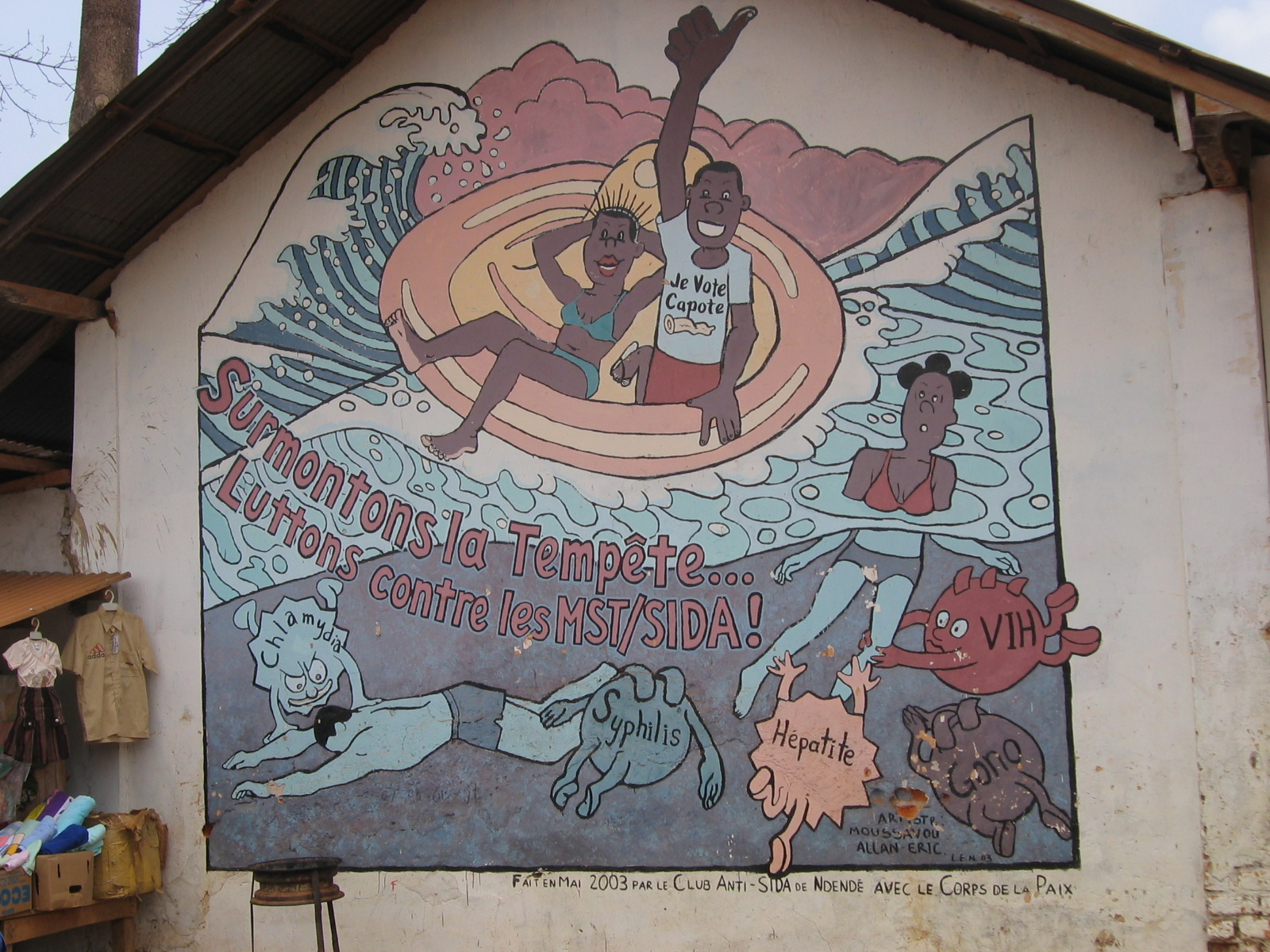
Fresque murale à Ndendé.

## Personnalités liées à Ndendé
- Elza-Ritchuelle Boukandou, avocate, est née à Ndendé.
- Pierre Mamboundou, député, leader de l'Union du peuple gabonais (UPG)
- Pr Donatien Mavoungou, spécialiste des maladies cardiovasculaires et immunitaires et inventeur du procédé du renforcement du système immunitaire chez le malade du Sida IM28
- Mays Mouissi, ministre de l'Economie et des Participations de la transition
- Paul Marie Yembit, premier vice-président du Gabon